# Quadricalcarifera viridigutta
Quadricalcarifera viridigutta är en fjärilsart som beskrevs av Sergius G. Kiriakoff 1963. Quadricalcarifera viridigutta ingår i släktet Quadricalcarifera och familjen tandspinnare. Inga underarter finns listade.